# Immenstadt im Allgäu

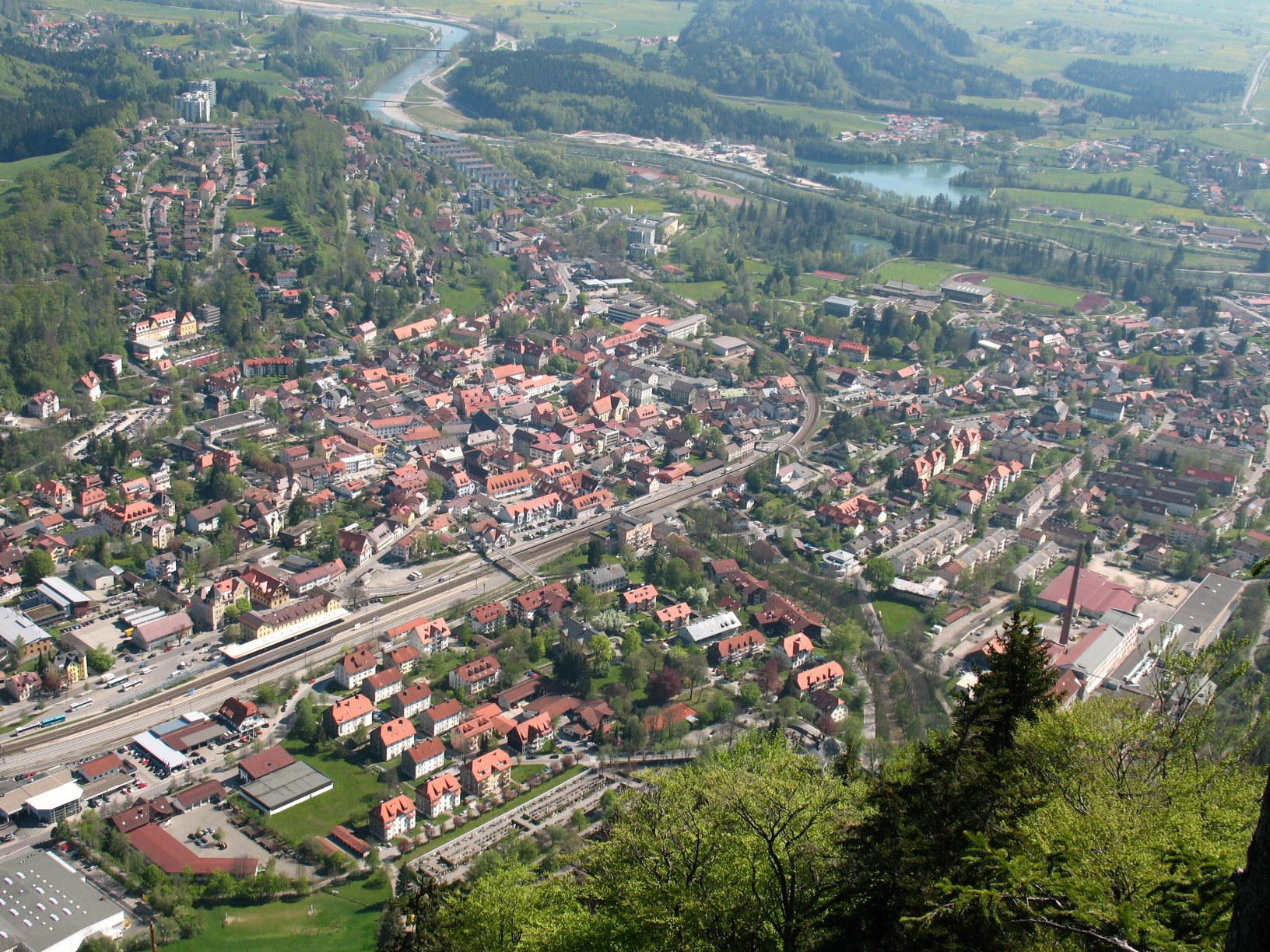
Immenstadt im Allgäu

Immenstadt im Allgäu este un oraș din districtul Oberallgäu, regiunea administrativă Șvabia, landul Bavaria, Germania.